# Anisomeria (växter)
Anisomeria är ett släkte i familjen Kermesbärsväxter (Phytolaccaceae).

## Arter
- Anisomeria chilensis
- Anisomeria coriacea
- Anisomeria densiflora
- Anisomeria fruticosa